# أوليفر سميث
أوليفر سميث (بالإنجليزية: Oliver H. Smith) (و. 1794 – 1859 م) هو سياسي، ومحامي من الولايات المتحدة الأمريكية. ولد في ترنتون، نيوجيرسي.
تولى منصب عضو مجلس الشيوخ الأمريكي .وهو عضو في الحزب الجمهوري الديمقراطي والحزب الديمقراطي الأمريكي.
توفي في إنديانابوليس، إنديانا.